# Артем'єв Володимир Андрійович
Володимир Андрійович Артем'єв (1885, Санкт-Петербург — 1962, Москва) — радянський конструктор ракетної техніки, учасник розробки та випробувань перших радянських ракет на бездимному пороху. Один із творців Газодинамічної лабораторії (ГДЛ), розробник реактивних снарядів для реактивного міномета «Катюші». Творець першого вітчизняного реактивного бомбомета з реактивною глибинною бомбою. Лауреат двох Сталінських премій 1-ї (1941) та 2-го ступеня (1943). Іменем Артем'єва названо кратер на зворотному боці Місяця.

## Біографія
Народився 24 червня (6 липня) 1885 рік у Санкт-Петербурзі у дворянській сім'ї військовослужбовця.

### Служба в Російській імператорській армії
У 1905 році після закінчення 1-ї Санкт-Петербурзької гімназії вступив добровольцем у 4-й Східно-Сибірський стрілецький полк, у лавах якого брав участь у російсько-японській війні. За виявлену мужність і бойові заслуги був нагороджений Георгіївським хрестом IV-го ступеня і надане звання молодшого унтерофіцера.
15 (28) червня 1908 року закінчив у Москві Олексіївське військове училище, звідки був випущений із портупей-юнкерів у підпоручники і направлений у Брест-Литовську фортечну артилерію. У фортеці завідував споряджувальною лабораторією, де проводив досліди з удосконалення освітлювальних ракет. Він установив у головну частини ракети сім парашутних смолоскипів алюмінієвого складу, завдяки чому час освітлення збільшився до півтори хвилини, а за силою освітлення одна така ракета заміняла декілька штатних ракет. 31 серпня (12 вересня) 1908 року надане звання поручника. Згодом служив інженером для доручень при технічному керівнику артилерійських складів у Головному артилерійському управлінні.

### Винахідник ракетної техніки
Після Жовтневої революції залишився в Росії. У 1920 році Артем'єв познайомився з інженером М. І. Тихомировим, ставши його найближчим помічником. Навесні 1920 року Тихомиров і Артем'єв обладнали на вулиці Тихвінській у Москві невелику механічну майстерню, де проводили перші експерименти з димним порохом. Майстерню інженери утримували за власні кошти, а також ті кошти, які отримували від продажу велосипедного приладдя та дитячих іграшок, виготовлених у майстерні. У березні 1921 року з ініціативи Тихомирова майстерня була перетворена на лабораторію з вивчення та проектування ракетної техніки, основним напрямом якої стало створення твердопаливних ракет. Того ж року винахідники розпочали розробку реактивних снарядів для літаків.
22 вересня 1922 року В. А. Артем'єв був заарештований за звинуваченням у «бездіяльності влади, халатному відношенні, внаслідок яких настав повний безлад та розвал постачання РККА артогнемайном… та участі у шпигунстві». Постановою Особливої наради при Колегії ОДПУ від 10 червня 1923 Артем'єв був засуджений терміном на 3 роки і засланий у Соловецький табір особливого призначення.
У 1924 Артем'єв повернувся з ув'язнення і продовжив роботу в лабораторії Тихомирова, того ж року запропонував конструювати товстозведені порохові шашки з бездимних порохів, виготовлених на нелетючому розчиннику. У 1925 році лабораторія Тихомирова переїхала до Ленінграда. 3 березня 1928 року на одному з полігонів у районі Ленінграда було здійснено пуск ракети на бездимному пороху. Ця конструкція, на думку Артем'єва, стала фундаментом під час створення реактивних снарядів для знаменитих «Катюш». У липні 1928 року лабораторія М. І. Тихомирова була перейменована на Газодинамічну лабораторію (ГДЛ) Військового наукового комітету при РВР СРСР. У 1930 році помер М. І. Тихомиров, лабораторію очолив Петропавловський Б. С., із 1931 року — Ільїн М. Я., а в 1932 році — І. Т. Клейменов. Із 1931 року ГДЛ стала підпорядковуватися Управлінню військових винаходів Технічного штабу начальника озброєння РККА. У вересні 1933 року, після об'єднання Газодинамічної лабораторії (ГДЛ) та МосГВРРу у НДІ № 3, В. А. Артем'єв запропонував проект реактивних снарядів РС-82 та РС-132 з оперенням, що значно виходить за габарити снаряда. Конструкції снарядів розробляли фахівці ГДЛ, корпуси снарядів виготовляли в майстернях лабораторії та на підприємствах Ленінграда, підривники та піропатрони розробляли у ЦКЛ-22. У 1937—1938 роках реактивні снаряди РС-82 встановлювали на винищувачах І-15, І-16, І-153. Улітку 1939 року РС-82 на І-16 та І-153 успішно застосовувалися в боях із японськими військами на річці Халхин-Гол.
У 1938—1941 роках у НДІ № 3 під керівництвом головного конструктора А. В. Костікова, інженери: І. І. Гвай, В. М. Галковський, О. П. Павленко, Р. І. Попов, М. І. Тихомиров, В. А. Артем'єв та інші створили багатозарядну пускову установку, змонтовану на вантажному автомобілі. Артем'єв займався проектуванням снарядів для цієї легендарної реактивної установки «Катюша». 23 березня 1943 року головний інженер НДІ № 3 В. А. Артем'єв отримав Сталінську премію 1-го ступеня за докорінне удосконалення технології виробництва мінометних труб і деталей боєприпасів.
У період Німецько-радянської війни продовжував розробки у сфері військової техніки. У 1945 році В. А. Артем'єв разом з інженером С. Ф. Фонаревим під керівництвом генерал-майора С. Я. Бодрова створили перший вітчизняний реактивний бомбомет із реактивною глибинною бомбою. Після війни працював головним конструктором у НДІ та проектних інститутах, займався розробкою ракетних снарядів.
Помер у Москві 11 вересня 1962. Урна з прахом похована в Москві, у колумбарії на старій території Новодівичого цвинтаря. (див. зовнішнє зображення).

## Нагороди і премії
- орден Трудового Червоного Прапора (24 листопада 1942);
- орден Вітчизняної війни 1 ступеня (18 листопада 1944);
- Сталінська премія другого ступеня (14 березня 1941 року) — за винахід з озброєння літаків Постановою Раднаркомом СРСР[3];
- Сталінська премія першого ступеня (23 березня 1943 року) — за докорінне вдосконалення технології виробництва мінометних труб і деталей боєприпасів (премія була передана колективом лауреатів до Фонду оборони)[3]

## Пам'ять
- Іменем Артем'єва названо кратер на зворотному боці Місяця[3].